# トレーディングカードアーケードゲーム

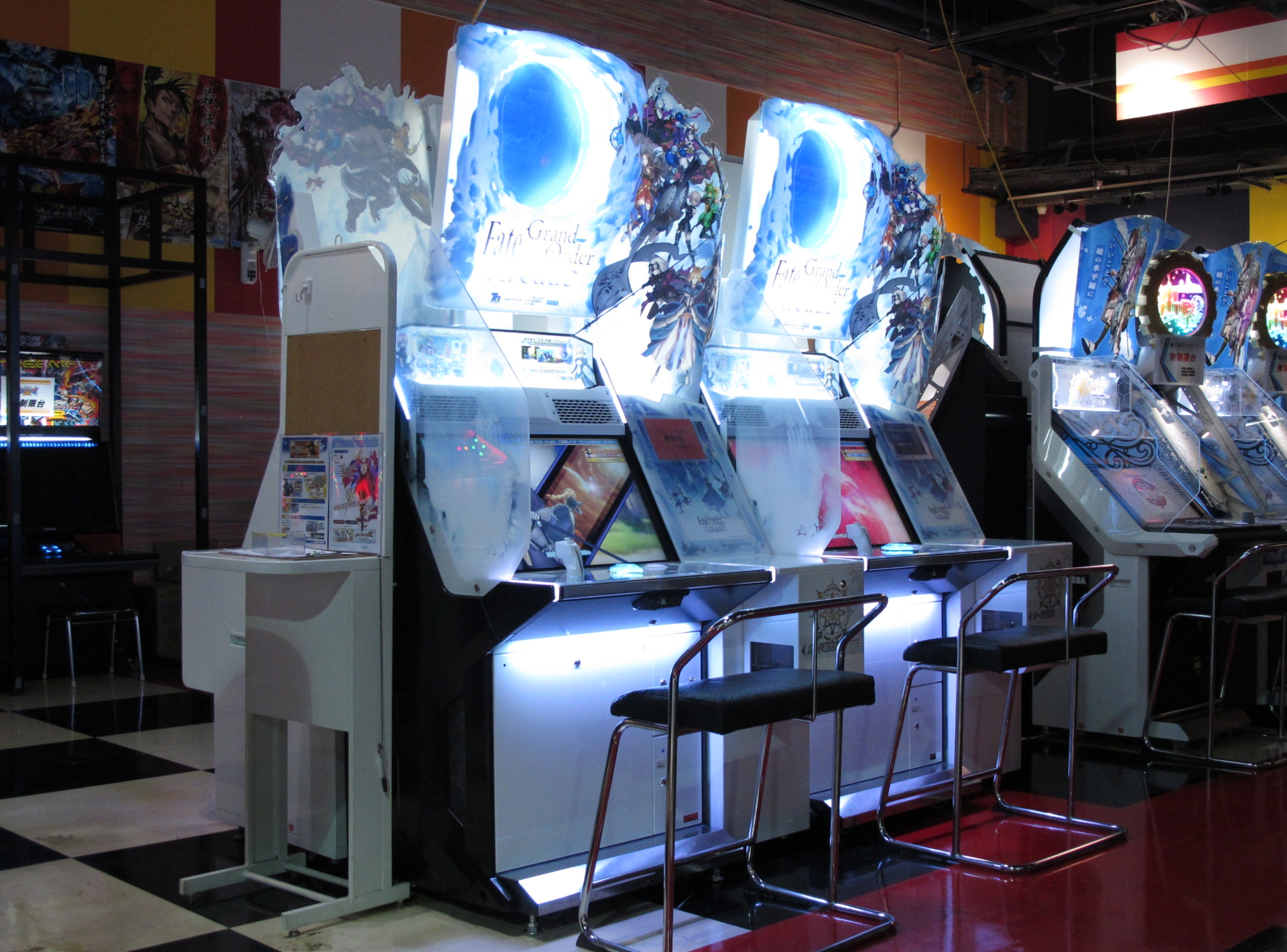
トレーディングカードアーケードゲームの一つである、『Fate/Grand Order Arcade』の筐体（手前（中央）の2席、2019年）

トレーディングカードアーケードゲーム（TCAG）とは、トレーディングカードゲームのうち、ゲームセンター等に設置されているアーケードゲームにコインを投入することで払い出されるカードを用いて競技を行うカードゲームの総称。

## 概略
トレーディングカードゲームでの対戦を、カードのデータ読み取り機能を持つゲームの筐体に代替させることで、対戦のルール処理を自動化し、さらに映像・音声を付加することで対戦のリアルタイム化や臨場感をより高めている。
「デッキの構築およびルールの理解が難しい」とされがちなトレーディングカードゲームを、盤面上でカードそのものを動かすという直感的なスタイルを用いるなどでハードルを下げている。また、「対戦者が身近に存在しない」という問題を、ゲームセンターという人の集いやすい場で運営し、さらには各店舗間をオンラインで繋ぐなどして解決している。
子供向けに展開されている機種の場合、ゲームの性質上ゲームセンターに設置されることは少なく、玩具店やスーパーマーケット、デパート、旅館・ヘルスセンターなど児童や家族でも入りやすい店舗のコーナーに設置されることが多い。これにより「平日の昼間および18時以降の入店は不可」など、風営法の規制にとらわれなくなる。
子供向け機種の場合、タイトルごとのゲームシステムに差はあるが、全タイトルで「ゲームを1回行うと規定の枚数のカードが得られる」システムが採用されている。これは、ゲーム結果によって払い出される枚数が変動すると、それはプライズゲームとみなされ、カードは「商品」ではなく「景品」となり、内容のわからないトレーディングカードを景品として提供するとJAMMA / AOUのガイドラインに抵触するという理由からである。「商品」として扱われるものであれば、カードの内容がわからなくても問題はない。そのため、これらの筐体は「ゲーム機」ではなく「カードの自動販売機」という扱いになり、カードは必ずゲームの前後に払い出され、一部の機種ではゲームをせずにカードだけ購入することができる。
なお、技術的進歩により、プレイ毎のステータス強化などをカードそのものに絵柄や数値を印字し描き変える技術を採用し、自分だけのオリジナルカードを作れるようになった作品も存在する。

## 歴史

### トレーディングカードアーケードゲームの誕生
2002年6月、アーケードゲームとしては初めて、本格的にトレーディングカードを組みこんだサッカーゲーム『WORLD CLUB Champion Football（WCCF）』（セガ）が発売された。従来のトレーディングカードゲームでは実現できない、アーケードならではの動的なシステムが注目を集めた。
その後、WCCFのヒットを皮切りに、多種多様のトレーディングカードアーケードゲームが発売されることになる。オンライン通信対戦機能を兼ね揃えた機種が登場するなど、さまざまな進化を遂げている。これらの隆盛はソーシャルゲームにも引き継がれた。また『拡散性ミリオンアーサー』のプロデューサーの一人である安藤武博は「ここ10年のアーケードゲームや現在携帯電話を席巻中の“カードバトル系ゲーム”の始祖は、セガのアーケードゲームである『ダービーオーナーズクラブ』『WORLD CLUB Champion Football』『甲虫王者ムシキング』『三国志大戦』で、これらがなければ市場の様相は変わっていたんじゃないか」と語っている。

### 子供向けのトレーディングカードアーケードゲーム
2003年1月にはセガより、低年齢層の子供たちを対象としたトレーディングカードアーケードゲームとしては初の、『甲虫王者ムシキング』がリリースされた。「バーコードスキャンでカードのキャラが出現」「ジャンケンをモチーフにした簡単なルール」、「1コインで遊べる手軽さ」、「相手がいない場合でもコンピューター相手に対戦できる」というゲームシステムが功を奏し、低年齢層の子供たちを中心に大ヒットした。
広いスペースを必要とするアーケードゲームとは異なり、「カード払い出し型遊具」などと同程度の大きさの筐体であることが多い。このため、ゲームセンター以外にもスーパーマーケットやデパートなど、比較的親子で来店することが多い施設に設置されている。現在では各社より様々なタイプの子供向けトレーディングカードアーケードゲームが発売されており、スーパーマーケット前に並ぶ筐体の前に列を作る親子の姿がたびたび見られる。

## 主なトレーディングカードアーケードゲーム
タイトル名（メーカー、稼動開始時期）の順。

### アーケード設置型のゲーム
- 艦これアーケード（セガ・インタラクティブ（以下、セガ)）、2016年4月）
- 三国志大戦（セガ、2016年12月）2代目。印刷されたカードは使用したICカードに紐付けされる。
- オンゲキ（セガ、2018年7月）
- Fate/Grand Order Arcade（セガ、2018年7月）印刷されたサーヴァントカードは使用したICカードに紐付けされる。
- 英傑大戦（セガ、2022年3月）
- データカードダス（バンダイ）
  - 機動戦士ガンダム アーセナルベース（2022年2月）
- アイドルマスター ツアーズ（バンダイナムコエクスペリエンス、2025年3月）

### 子供向けのゲーム
男児向け
- データカードダス（バンダイ）
  - 仮面ライダーバトル ガンバレジェンズ（2023年3月）
  - ドラゴンボールスーパーダイバーズ（2024年11月）

- らくがきカードバトル撃墜王（セガ、2016年7月）専用白紙カードに自分で絵を描くか、ぬり絵カードに自分で色を付けて使用
- ポケモンフレンダ（タカラトミーアーツ / マーベラス、2024年7月）
- minecraft

女児向け
- プリティーシリーズ（タカラトミーアーツ、シンソフィア）
  - ひみつのアイプリ（2024年4月）
  - アイプリバース（2024年4月）

- ディズニー ツムツム（コナミ、2015年3月）専用ストラップ「ツムマスコット」（カプセルトイ）を使用

乳幼児向け
- いっしょにシリーズ（セガ、2007年）
  - いっしょにワンワン
  - いっしょにターボドライブ
  - いっしょにブンブン

- たまごシリーズ（セガ）
  - えほんのたまご（2009年7月）専用絵本を使用
  - ずかんのたまご（2013年11月）専用ミニ図鑑を使用

### サービス終了タイトル
- セガ
  - 甲虫王者ムシキング（2003年1月〜2009年12月）
  - アヴァロンの鍵（2003年7月〜2009年3月）
  - Quest of D（2004年9月〜2010年8月）
  - オシャレ魔女♥ラブandベリー（2004年10月〜2008年10月）
  - 三国志大戦（初代、2005年3月～2015年1月）
  - 古代王者恐竜キング（2005年9月）
  - Disney マジカルダンス オン ドリームステージ（2007年）
  - 昆虫DASH!!（2007年）
  - マリン☆マリン ミナミハコフグと珊瑚礁の仲間達（2007年7月〜2009年9月）
  - 最強最速バトルレーサー（2009年4月）
  - 未来警察パトチェイサー / 未来警察バトルポリース（2009年）
  - ちゃおまんがステーション ゴーカMEGAもりっ!（2009年9月）
  - ジュエルペット〜キラキラ魔法の宝石箱〜（2009年10月）
  - 歴史大戦ゲッテンカ（2009年11月）
  - リルぷりっ ゆびぷるひめチェン!（2009年12月）
  - ムシキングバトル 合虫ガッツ!!（2010年4月）
  - トランスフォーマー アニメイテッド ザ・チェイス/ザ・シューティング（2010年7月）
  - 爆丸アーケードバトラーズ（2010年7月）
  - 戦国大戦シリーズ（2010年11月〜2017年2月）
  - SEGA CARD-GEN MLB（2012年6月〜2015年4月）
  - けいおん! 放課後リズムタイム（2013年4月）※2013年11月まではアトラスから発売
  - イナズマイレブンGO バトリズム（2013年8月〜2014年5月）専用イナップチップ使用 ※2013年11月まではアトラスから発売
  - ヒーローバンク アーケード（2014年7月〜2015年7月）
  - 劇場版 魔法少女まどか☆マギカ MAGICARD BATTLE（2014年7月〜2015年9月）
  - けいおん!! 放課後リズムセレクション（2014年11月〜2015年9月）
  - 新甲虫王者ムシキング（2015年7月〜2018年）
  - CODE OF JOKERシリーズ（2013年7月〜2019年7月）専用デジタルカードを使用し、紙製などの物理的なカードは存在しない。
  - けものフレンズ3 プラネットツアーズ（2019年9月〜2021年9月）『新甲虫王者ムシキング』の筐体の流用[要出典]。
  - WORLD CLUB Champion Footballシリーズ（セガ、2002年6月～2022年3月）

- バンプレスト→バンダイナムコアミューズメント
  - 機動戦士ガンダム0079カードビルダー（2005年12月13日〜2012年7月2日）
  - 友情装着!ブットバースト（2013年3月〜2015年）専用バレット使用
  - 機動戦士ガンダム U.C.カードビルダー（2016年2月 - 2018年2月）
  - ソードアート・オンライン アーケード ディープ・エクスプローラー（2019年3月 - 2023年4月）

- データカードダス（バンダイ）

- コナミ→コナミアミューズメント
  - BATTLE CLIMAXX!（2004年4月〜2008年3月）
  - BASEBALL HEROES（2005年11月〜2015年6月）
  - 遊☆戯☆王ファイブディーズ デュエルターミナル（2008年3月）
  - 遊☆戯☆王ファイブディーズ デュエルターミナルNEXT（2010年4月）
  - 遊☆戯☆王ゼアル デュエルターミナル（2011年4月）
  - 遊☆戯☆王ゼアル デュエルターミナルNEXT（2011年4月）
  - ぼくのでんしゃ（2011年4月）
  - アルティメットストライカー（2014年6月〜2015年6月）写真用光沢紙を使用
  - 真剣勝負!プロ野球ドリームスタジアム（2014年6月〜2015年6月）写真用光沢紙を使用
  - HORSERIDERSシリーズ（2008年4月〜2017年5月）
  - モンスター烈伝 オレカバトル（2012年3月～2022年3月）写真用光沢紙を使用
  - ドラゴンコレクション アーケード版（2013年3月～2022年3月）写真用光沢紙を使用
  - オトカ♥ドール（2015年3月～2022年3月）写真用光沢紙を使用
  - BASEBALL COLLECTION（2018年9月〜2023年2月）

- スクウェア・エニックス、タイトー
  - ダイノキングバトル（2005年8月）
  - ゾイドカードコロシアム（2005年11月）
  - アクエリアンエイジ オルタナティブ（2007年2月〜2011年2月）
  - 悠久の車輪（2008年3月〜2011年8月）
  - カードで連結!電車でGO!（2012年4月）
- カプコン
  - ロックマンエグゼ バトルチップスタジアム（2006年3月）専用チップ使用
  - ワンタメ ミュージックチャンネル（2006年9月） ※タカラトミーと共同開発
  - モンスターハンタースピリッツ（2015年6月〜2017年） ※マーベラスと共同開発

- タカラトミー→タカラトミーアーツ
  - キラキラ♥アイドル リカちゃん（2006年〜2007年12月） ※筐体販売はタイトー
  - ポケモンバトリオ（2007年7月）専用パック使用 ※マーベラスと共同開発
  - ポケモントレッタ（2012年7月〜2016年6月）専用トレッタ使用 ※マーベラスと共同開発
  - ポケモンガオーレ（2016年7月〜2020年9月）専用ガオーレディスク使用 ※マーベラスと共同開発
  - ポケモンメザスタ（2020年9月～2024年6月）専用タグ使用※マーベラスと共同開発
  - プリティーリズム・レインボーライブデュオ（2010年7月）専用ハート型ジュエリー使用。
  - プリパラ（2014年〜2018年）ただし、こちらはアニメ5周年記念により全国で復刻された。
  - キラッとプリ☆チャン（2018年4月～2022年2月）写真用光沢紙を使用
  - プリパラ オールアイドル(2019年10月～2022年2月)
  - ワッチャプリマジ!（2021年10月 - 2024年2月）専用クリアカードを使用
  - ブキガミ（2014年7月）写真用光沢紙を使用
  - 僕のヒーローアカデミア 激突!ヒーローズバトル（2016年4月〜2017年3月）
  - 僕のヒーローアカデミア 激突!ヒーローズバトルW（2017年4月〜2019年7月）
  - 僕のヒーローアカデミア ヒーローズバトルラッシュ（2019年7月〜2020年12月）
  - スナックワールド ジャラステ→スナックワールド ジャラステGOLD（2017年7月〜2021年5月）
  - 新幹線変形ロボ シンカリオン カードがもらえる! 超シンカバトル（2018年3月〜2020年4月）
  - イナズマイレブンAC ドリームバトル→イナズマイレブンAC オールスターズ（2018年9月〜2020年9月）
  - ゾイドワイルド バトルカードハンター（2019年1月〜2021年5月）
  - おもちゃがあたる!ロボカバトル（2020年4月〜2021年6月）
  - ドラゴンクエスト ダイの大冒険 クロスブレイド（2020年10月 - 2024年1月）

- アトラス
  - きらりん☆レボリューション ハッピーアイドルライフ（2006年12月〜2008年3月）
  - きらりん☆レボリューション クルキラ★アイドルDays（2008年4月〜2009年7月）
  - 家庭教師ヒットマンREBORN!サザンクロスバトル（2008年4月）
  - 極上!!めちゃモテ委員長 クルモテ ガールズコンテスト!（2009年7月〜2011年）
  - イナズマイレブン 爆熱サッカーバトル（2010年7月）専用イナップチップ使用
  - イナズマイレブンGO バトルスタジアム（2011年12月）専用イナップチップ使用
  - 電車カードゲーム テツダマシィ（2011年7月）

- スクウェア・エニックス
  - ドラゴンクエスト モンスターバトルロードシリーズ（2007年6月）
  - ドラゴンクエスト モンスターバトルスキャナー→戦え!ドラゴンクエスト スキャンバトラーズ（2016年6月〜2020年9月） ※マーベラスと共同開発
  - 超速変形ジャイロゼッター（2012年6月〜2014年）
  - LORD of VERMILIONシリーズ（2008年6月〜2019年7月）
  - ラブライブ! スクールアイドルフェスティバル ～after school ACTIVITY～（2016年12月〜2021年10月）専用デジタルカードを使用するが、カードの印刷も可能。

- マーベラス
  - パズドラZ テイマーバトル（2014年6月〜2015年）

- メトロ
  - 闘獣戦士カプセルザウルス（2006年）専用カプセル使用
  - PKバトル!ビーストキッカー（2007年）専用チップ使用
  - 爆熱拳闘機ギアロボ（ばくねつファイター -）（2008年8月）専用チップ使用
  - ロボダッチ はちゃめちゃ大合戦!（2009年7月）専用チップ使用
  - かおチェンバトル ガンメングランプリ!（2010年4月）専用チップ使用
  - 超合体ギガジュウ（2011年3月）専用チップ使用

- エクサム
  - ハローキティとまほうのエプロン→ジュエルペットと魔法のエプロン→リルリルフェアリルとジュエルペットの魔法のエプロン デリシャス!（2010年7月〜2017年8月）

## 問題点
トレーディングカードアーケードゲームは、トレーディングカードゲームのように店頭でカードを追加購入することができず、必ずゲームを1度プレイしなければ新たにカードを入手することができないため、短期間でカードを集めることが難しくなっている。
そのため、一部のカードコレクターによる迷惑行為が問題となっている。
店舗による違法行為
何らかの方法で袋を開封する前に中身を探り、筐体に補充する前のカードの山から抜き出して売却する行為（通称「サーチング」）が問題となることがある。抜き出されるカードは高額で取引されるレアカードであることがほとんどで、正規のプレイヤーの手にレアカードが渡らないことが問題に挙げられることがある。
また、インターネットオークションや一部のカードショップで補充前のカードが箱ごと販売されていることがある。基本的にメーカー側は、このような形での販売を認めていないのが普通である。パッケージに盗品等関与罪に抵触する可能性があるという趣旨の警告文を記載しているメーカーもある。
本違法行為に対するメーカー側の対策として、筐体にオンデマンド印刷機を搭載しカードをその場で印刷することで解決したり、紙製カードを廃して専用デジタルカード化するなどの方法が取られている。
「掘り師」による問題
短時間で大量に排出カードを集めることを目的とし、ゲームをゲームセンターが定めた交代制などのルールを守らずに遊ぶプレイヤー（通称「掘り師」）がたびたび現れ、普通にゲームを楽しみたいプレイヤーの妨げになっていることが問題となっている。
ただし、自動販売機型の筐体では、ゲームをせずにカードを購入できるものもある。

### 稼動終了後の問題
TCAGではあるタイトルの稼動が終了した場合、ゲーム筐体を使用しないアナログTCGとしての遊び方や副次的な用法が確立されていないタイトルでは集めたカードの使い道は途絶し、プレイヤーが集めていたカードが(個人的な収集やイラストレーターの人気、数量や特別寄稿等の希少性などを除き)全く価値のないものになってしまうにもかかわらず、メーカーからのサポートが全くないという問題がある。また、一部のゲームでは続編においてバランス調整や契約問題のため前作に使用されていたカードの一部が使用できず、ゲーム上で無価値となるカードが発生する場合もある。不人気タイトルは早期撤去されることが多く、この問題に直面しやすいこともあり、これが新規タイトルへのプレイヤー参入を妨げる障壁となっている可能性も指摘されている。さらに、シリーズの終了を公式に発表しないメーカーもあり、ユーザー不在の運営が不評を買う場合もある。

### 自動販売機型の筐体における諸問題
子供向けに展開されている機種は前述の通り、自動販売機の扱いを受けるために店舗には販売されず、メーカーから無料で店舗にレンタルされ、カードの売上代金でコストを回収するシステムとなっている。設置に際し店舗側は数十万円単位もする筐体を購入するための大きな投資が必要ないことが、設置台数の多さにつながっている。GMSなどのショッピングセンターや個人営業の店舗など、地元の子供たちが気軽に立ち寄れる身近な場所に置いてあることが多い。
『甲虫王者ムシキング』の成功から、子供向けカードゲームのビジネスモデルとして定着した。
しかし、このビジネスモデルには、カードの供給が止まった際、店はゲームの営業が不可能になるという問題がある。法律上では自動販売機の扱いとなるため、カードの供給終了が決まった場合カードのない状態での営業継続は（契約および法律上で）認められておらず、またゲームだけを無料で遊ばせるなどの措置も取れない。
また筐体はレンタルのため、供給終了が決まるとメーカーに回収されることでカードの使い道がなくなり、遊ぶことができなくなってしまう。「終わった商材」であるゲームの家庭用への移植とカードリーダーの販売などの救済措置はメーカーが消極的で、苦情や要望があっても対応はまずされない。 タカラトミー（筐体販売はタイトー）が2006年から2007年末まで女児向けに稼動していた『キラキラ♥アイドル リカちゃん』ではカード単体で楽しめるような工夫がなされていない仕様だったため、カード供給終了が発表された後にファンから悲鳴が上がったこともあり、コンテンツを終息させるときの処置が今後の課題とされる。